# Karl Schattauer
Karl Schattauer (ur. 7 sierpnia 1892 w Tylży, Cesarstwo Niemieckie, zm. 12 kwietnia 1967 w Stuttgarcie, Niemcy) – as lotnictwa niemieckiego Luftstreitkräfte z 9 potwierdzonymi zwycięstwami w I wojnie światowej.
Karl Schattauer urodził się w Królestwie Prus w 1892 roku w Tylży (obecnie Sowieck w obwodzie królewieckim). Po wybuchu wojny wyruszył na front. 26 czerwca 1915 roku został przeniesiony do lotnictwa. Po przejściu szkolenia lotniczego został przydzielony do jednostki bojowej Kasta 34. W jednostce służył od 23 grudnia 1916 roku. Następnie został przeniesiony do eskadry myśliwskiej Jagdstaffel 23, gdzie odniósł swoje pierwsze zwycięstwo 26 czerwca 1917 roku nad samolotem Spad. 22 września 1917 roku został przeniesiony do bawarskiej eskadry myśliwskiej Jagdstaffel 16. Do 19 maja 1918 roku odniósł łącznie 9 zwycięstw powietrznych, w tym cztery nad balonami obserwacyjnymi.
27 maja 1918 roku w czasie walki powietrznej w okolicach Ieper został ciężko ranny. Do końca wojny nie wrócił już do czynnej służby w lotnictwie.
Powojenne losy Karla Schattauera do końca nie są znane.